# Hilaire Casteran
Hilaire Casteran est un homme politique français né le 29 mai 1759 à Tarbes (Hautes-Pyrénées) et décédé le 21 Février 1831 à Pau (Pyrénées-Atlantiques).

## Biographie
Troisième fils de Jean-Bernard de Casteran, Maire royal de Tarbes, la famille Casteran était originaire de la ville de Bize (Hautes-Pyrénées). Hilaire Casteran est juge au bailliage d'Ossun avant la Révolution, il est commissaire du district de Tarbes en 1790 puis accusateur public en 1795. Il est élu députés des Hautes-Pyrénées au Conseil des Cinq-Cents le 25 germinal an VII. Rallié au coup d'État du 18 Brumaire, il est nommé conseiller à la Cour d'appel de Pau et termine sa carrière comme président de chambre en 1816.
Son frère ainée était l'abbé Thomas Casteran, docteur en Sorbonne de la Société Royale de Navarre, archiprêtre et vicaire général de Tarbes, ce dernier refusa le serment de 1791.